# Potenzregel
Die Potenzregel ist in der Mathematik eine der Grundregeln der Differentialrechnung. Sie dient der Ermittlung der Ableitung von Potenzfunktionen. Da sich auch Wurzelfunktionen und die Kehrwertfunktion als Potenzfunktionen schreiben lassen, enthält sie die Ableitungen dieser Funktionen als Spezialfälle. Sie ist ein Grundbaustein der Differentialrechnung, da mithilfe der Potenzregel, der Summenregel und der Faktorregel jede ganzrationale Funktion abgeleitet werden kann.

## Geltungsbereich

### Natürliche Exponenten
Eine Funktion der Form {\displaystyle f(x)=x^{n}} ist für alle {\displaystyle x\in \mathbb {R} } definiert und differenzierbar, wenn der Exponent {\displaystyle n} eine natürliche Zahl ist. Für {\displaystyle n\in \{2,3,4,\ldots \}}
lautet die Ableitungsfunktion 
{\displaystyle f'(x)=n\cdot x^{n-1}}.
Für {\displaystyle n=1} bleibt diese Formel an der Stelle {\displaystyle x=0} nur dann gültig, wenn man {\displaystyle 0^{0}:=1} setzt. 
Beispiel: Die Funktion {\displaystyle f(x)=x^{4}} hat die Ableitung {\displaystyle f'(x)=4\cdot x^{3}}.

### Negative ganzzahlige Exponenten
Für negative ganzzahlige Exponenten {\displaystyle n} ist {\displaystyle f(x)=x^{n}} für {\displaystyle x=0} nicht definiert (Division durch 0). Für {\displaystyle x\neq 0} behält die Potenzregel ihre Gültigkeit, das heißt es gilt weiterhin
{\displaystyle f'(x)=n\cdot x^{n-1}}.
Beispiel: Die Funktion {\displaystyle f(x)=x^{-1}\ (x\neq 0)} hat die Ableitung {\displaystyle f'(x)=(-1)\cdot x^{-2}.}

### Beliebige Exponenten
Die Potenzregel gilt auch für Potenzfunktionen {\displaystyle f(x)=x^{s}}, wenn der Exponent (Hochzahl) {\displaystyle s\in \mathbb {R} } keine ganze Zahl ist, dann aber im Allgemeinen nur für {\displaystyle x>0}:
{\displaystyle f'(x)=s\cdot x^{s-1}}
Beispiel: Ist {\displaystyle f(x)=x^{-1/2}\ (x\geq 0)}, so gilt {\textstyle f'(x)=-{\frac {1}{2}}x^{-3/2}} für {\displaystyle x>0}. An der Stelle {\displaystyle x=0} hingegen ist die Funktion nicht differenzierbar.

## Herleitung

### 1. Fall: Natürlicher Exponent
Ist {\displaystyle n} eine natürliche Zahl, so erhält man die Ableitung von {\displaystyle f(x)=x^{n}}, indem man den Differenzenquotienten
{\displaystyle {\frac {\Delta y}{\Delta x}}={\frac {(x+\Delta x)^{n}-x^{n}}{\Delta x}}}
so umformt, bis problemlos der Grenzübergang {\displaystyle \Delta x\to 0} vollzogen werden kann. Dazu wird der Differenzenquotient zunächst mithilfe des binomischen Lehrsatz geschrieben als
{\displaystyle {\frac {\Delta y}{\Delta x}}={\frac {x^{n}+nx^{n-1}{\Delta x}+{n \choose 2}x^{n-2}(\Delta x)^{2}+\dots +{n \choose n-1}x(\Delta x)^{n-1}+{n \choose n}(\Delta x)^{n}-x^{n}}{\Delta x}}}.
Im Zähler der rechten Seite heben sich der erste und der letzte Term gegenseitig auf. Jeder der übrigen Terme enthält ein {\displaystyle \Delta x}, welches mit dem Nenner gekürzt werden kann. Also ist
{\displaystyle {\frac {\Delta y}{\Delta x}}=nx^{n-1}+{n \choose 2}x^{n-2}\Delta x+\dots +{n \choose n-1}x(\Delta x)^{n-2}+{n \choose n}(\Delta x)^{n-1}}
Lässt man nun {\displaystyle \Delta x\to 0} gehen, so strebt jeder Term auf der rechten Seite gegen null mit Ausnahme des ersten Terms, der nicht von {\displaystyle \Delta x} abhängt. Somit folgt schließlich
{\displaystyle \lim _{\Delta x\to 0}{\frac {\Delta y}{\Delta x}}=nx^{n-1}.}

### 2. Fall: Negativer ganzzahliger Exponent
Ist {\displaystyle n} eine negative ganze Zahl, so ist {\displaystyle f(x)=x^{n}} von der Form {\textstyle {\frac {1}{g(x)}}} mit {\displaystyle g(x)=x^{m}} für eine natürliche Zahl {\displaystyle m}. Nach der Reziprokenregel ist
{\displaystyle f'(x)=\left({\frac {1}{g(x)}}\right)'=-{\frac {g'(x)}{g(x)^{2}}}}
Mit der nun vom 1. Fall bekannten Regel {\displaystyle (x^{m})'=m\cdot x^{m-1}} erhält man hieraus
{\displaystyle f'(x)=-{\frac {m\cdot x^{m-1}}{x^{2m}}}=-m\cdot x^{-m-1}=n\cdot x^{n-1}},
wobei im letzten Schritt {\displaystyle -m=n} eingesetzt wurde.

### 3. Fall: Beliebiger (komplexer) Exponent
Der Exponent {\displaystyle s} kann eine nicht ganzzahlige oder sogar komplexe Zahl sein. In diesem Fall ist die Funktion {\displaystyle f\colon x\mapsto x^{s}} jedoch in der Regel nur für {\displaystyle x\in \mathbb {R} ,x>0} definiert. In diesem Definitionsbereich ist die Funktion differenzierbar und die Potenzregel gilt weiterhin.
Um dies zu demonstrieren, benutzt man die Darstellung mithilfe der Exponentialfunktion:
{\displaystyle x^{s}=(e^{\ln x})^{s}=e^{s\cdot \ln x}} und leitet die Funktion {\displaystyle f(x)=x^{s}} mithilfe der Kettenregel ab:
{\displaystyle (x^{s})'=(e^{s\cdot \ln x})'=e^{s\cdot \ln x}\cdot (s\cdot \ln x)'}
Für die innere Ableitung benutzt man die Faktorregel und die Regel für die Ableitung der Logarithmusfunktion:
{\displaystyle (s\cdot \ln x)'=s\cdot {\frac {1}{x}}}
Indem man dies einsetzt und für {\displaystyle e^{s\cdot \ln x}} wieder {\displaystyle x^{s}} schreibt, erhält man
{\displaystyle (x^{s})'=x^{s}\cdot s\cdot {\frac {1}{x}}=s\cdot x^{s-1}}.
Diese Herleitung gilt nur für {\displaystyle x\neq 0}. Für {\displaystyle s>1} ist die Funktion {\displaystyle f(x)=x^{s}} aber auch an der Stelle {\displaystyle x=0} differenzierbar und die Regel gilt auch an der Stelle {\displaystyle x=0}. Man berechnet direkt mithilfe des Differenzenquotienten:
{\displaystyle f'(0)=\lim _{\Delta x\to 0}{\frac {(\Delta x)^{s}-0^{s}}{\Delta x-0}}=\lim _{\Delta x\to 0}(\Delta x)^{s-1}=0=s\cdot 0^{s-1}}

## Höhere Ableitung einer Potenzfunktion mit natürlichem Exponenten
(Zur Schreibweise des Folgenden siehe Leibniz-Notation.) Innerhalb des Definitionsbereichs einer Potenzfunktion mit natürlichem Exponenten {\displaystyle n} ist deren {\displaystyle k}-fache Ableitung...
- ...für {\displaystyle 1\leq k\leq n:\quad {\frac {d^{k}}{dx^{k}}}x^{n}={\frac {n!}{(n-k)!}}\cdot x^{n-k}}.

| Beweis |
| Die Behauptung lässt sich für {\displaystyle k\leq n} mit vollständiger Induktion beweisen. Induktionsanfang für {\displaystyle k=1:\quad {\frac {d}{dx}}x^{n}=n\cdot x^{n-1}={\frac {n!}{(n-1)!}}x^{n-1}} (wahr) Induktionsvoraussetzung: {\displaystyle \quad \quad {\frac {d^{k}}{dx^{k}}}x^{n}={\frac {n!}{(n-k)!}}\cdot x^{n-k}} Induktionsbehauptung: {\displaystyle \quad \quad \quad {\frac {d^{k+1}}{dx^{k+1}}}x^{n}={\frac {n!}{(n-k-1)!}}\cdot x^{n-k-1}} Induktionsschritt: {\displaystyle \quad {\frac {d^{k+1}}{dx^{k+1}}}x^{n}=} Die {\displaystyle (k+1)}-te Ableitung ist die Ableitung der {\displaystyle k}-ten Ableitung: {\displaystyle \quad {\frac {d}{dx}}{\frac {d^{k}}{dx^{k}}}x^{n}=} mit der Induktionsvoraussetzung: {\displaystyle \quad {\frac {d}{dx}}{\frac {n!}{(n-k)!}}\cdot x^{n-k}=} {\displaystyle \quad {\frac {n!}{(n-k)!}}\cdot (n-k)\cdot x^{n-k-1}=} {\displaystyle \quad {\frac {n!}{(n-k-1)!}}\cdot x^{n-k-1}}, q. e. d. |

Für manche Anwendungen ist es praktisch, eine Funktion als {\displaystyle 0}-te Ableitung ihrer selbst zu definieren. Wie leicht zu sehen ist, gilt dann die Regel für {\displaystyle k=0} ebenfalls.
Für {\displaystyle k=n} ist insbesondere {\displaystyle {\frac {d^{n}}{dx^{n}}}x^{n}=n!}
- ...für {\displaystyle k>n:\quad {\frac {d^{k}}{dx^{k}}}x^{n}=0}

Dies folgt direkt aus {\displaystyle {\frac {d^{n}}{dx^{n}}}x^{n}=n!}, denn die Ableitung einer beliebigen konstanten Funktion ist die Nullfunktion; letzteres gilt auch für die Nullfunktion selbst.